# Jean-François Maurice
Jean-François Maurice, właśc. Jean Albertini (ur. 28 czerwca 1947 w Marsylii, zm. 6 listopada 1996 w Paryżu) – francuski wokalista, autor tekstów, kompozytor i producent muzyczny. 

## Życiorys
Zaliczany do artystów jednego przeboju dzięki piosence „28° à l’ombre”.
Utwór „28° à l’ombre” (pol. „28 stopni w cieniu”) opowiada o wakacjach zakochanych, którzy spędzają wspólnie czas w Monako.
Wokalista miał w swoim dorobku artystycznym zaledwie kilkanaście piosenek, które wykonywał. Nagrał między innymi swoją własną wersję utworu „Concierto de Aranjuez” autorstwa Joaquína Rodrigo, którą zatytułował „Aranjuez, mon amour”. Skomponował jednak wiele utworów dla takich wykonawców jak Michèle Torr czy C. Jérôme. Był również dyrektorem artystycznym wytwórni płytowej AZ.

## Dyskografia
Opracowano na podstawie materiału źródłowego.
- 1978: „28° à l’ombre” / „Disconection”
- 1978: „28° à l’ombre” / „Pas de slow pour moi”
- 1979: „Le petit chaperon blanc” / „Prunella”
- 1979: „Pas de slow pour moi” / „Juliette”
- 1983: „La rencontre” (wraz z Maryse Gildas)
- 1985: „Maeva (300 jours sans voir la mer)” / „Ma jeunesse”
- 1987: „Avec toi, contre toi” / „28° à l’ombre”
- 1988: „Aranjuez, mon amour”
- 1990: „It’s Love” (jako J.F.M. wraz z Marine)
- 1995: „Au revoir musicienne”